# XXXXIV Corpo de Exército (Alemanha)
O XXXXIV Corpo de Exército (em alemão: XXXXIV. Armeekorps) foi um Corpo de Exército da Alemanha na Segunda Guerra Mundial. Foi formado no dia 15 de abril de 1940 em Wehrkreis XVII. O seu Stab foi destruído enquanto que este estava juntamente com o Heeresgruppe Südukraine durante o mês de agosto de 1944, sendo a unidade dispensada no dia 27 de setembro de 1944.

## Comandantes
| Comandante                                   | Data                                           |
| -------------------------------------------- | ---------------------------------------------- |
| General der Infanterie Fritz Koch            | 1 de maio de 1940 - 10 de dezembro de 1941     |
| General der Infanterie Otto Stapf            | 1 de janeiro de 1942 - 26 de janeiro de 1942   |
| General der Artillerie Maximilian de Angelis | 26 de janeiro de 1942 - 30 de novembro de 1943 |
| General der Infanterie Friedrich Köchling    | 30 de novembro de 1943 - 15 de janeiro de 1944 |
| General der Artillerie Maximilian de Angelis | 15 de janeiro de 1944 - 8 de abril de 1944     |

## Chef des Stabes
| Generalmajor Friedrich Sixt | 20 de abril de 1940 - 1 de junho de 1942 |
| Oberst i.G. Berhard Pampel  | 1 de junho de 1942 - agosto de 1942      |
| Oberst i.G. Robert Macher   | agosto de 1942 - agosto de 1944          |
| Oberst i.G. Kurt Ferchl     | agosto de 1944                           |

## Oficiais de Operações (Ia)
| Major i.G. Hugo Sittmann         | maio de 1940 - setembro de 1941      |
| Major i.G. Helmut Hecker         | outubro de 1941 - abril de 1942      |
| Major i.G. Horst Albinus         | abril de 1942 - junho de 1944        |
| Oberstleutnant i.G. Josef Müller | junho de 1944                        |
| Major i.G. Hermann Rödiger       | 10 de junho de 1944 - agosto de 1944 |

## Área de Operações
| França                     | maio de 1940 - junho de 1941   |
| Frente Oriental, setor sul | junho de 1941 - agosto de 1944 |

## Serviço de Guerra
| Data             | Exército           | Grupo de Exército | Lugar               |
| ---------------- | ------------------ | ----------------- | ------------------- |
| junho de 1940    | 6º Exército        | B                 | Aisne, Loire        |
| julho de 1940    | 18º Exército       | OKH               | Generalgouvernement |
| setembro de 1940 | 4º Exército        | B                 | Generalgouvernement |
| janeiro de 1941  | 4º Exército        | B                 | Generalgouvernement |
| junho de 1941    | 6º Exército        | Süd               | Brody, Dnjepr       |
| agosto de 1941   | 1º Grupo Panzer    | Süd               | Uman                |
| setembro de 1941 | 17º Exército       | Süd               | Kiew, Donez         |
| janeiro de 1942  | 17º Exército       | Süd               | Donez, Isjum        |
| junho de 1942    | 1º Exército Panzer | Süd               | Donez, Don          |
| agosto de 1942   | 1º Exército Panzer | A                 | Cáucaso             |
| setembro de 1942 | 17º Exército       | A                 | Cáucaso             |
| janeiro de 1943  | 17º Exército       | A                 | Kuban               |
| outubro de 1943  | 6º Exército        | A                 | Dnjepr, Nikopol     |
| janeiro de 1944  | 3º Exército        | A                 | Dnjepr, Nikopol     |
| março de 1944    | 6º Exército        | A                 | Uman                |
| abril de 1944    | 6º Exército        | Südukraine        | Dnjestr, Kischinew  |
| agosto de 1944   | dispensado         |                   |                     |

## Organização
22 de julho de 1940
252ª Divisão de Infantaria
168ª Divisão de Infantaria
28 de agosto de 1941
297ª Divisão de Infantaria
68ª Divisão de Infantaria
94ª Divisão de Infantaria
24ª Divisão de Infantaria
3 de setembro de 1941
297ª Divisão de Infantaria
68ª Divisão de Infantaria
10 de outubro de 1941
295ª Divisão de Infantaria
257ª Divisão de Infantaria
298ª Divisão de Infantaria
31 de outubro de 1941
295ª Divisão de Infantaria
257ª Divisão de Infantaria
24 de dezembro de 1941
295ª Divisão de Infantaria
257ª Divisão de Infantaria
298ª Divisão de Infantaria
2 de janeiro de 1942
295ª Divisão de Infantaria
257ª Divisão de Infantaria
298ª Divisão de Infantaria
1/3 da 9ª Divisão de Infantaria
68ª Divisão de Infantaria
16 de fevereiro de 1942
257ª Divisão de Infantaria
97. leichte Division
68ª Divisão de Infantaria
24 de junho de 1942
257ª Divisão de Infantaria
101. leichte Division
97. leichte Division
68ª Divisão de Infantaria
22 de dezembro de 1942
101. Jäger-Division
198ª Divisão de Infantaria
11 de janeiro de 1943
97. Jäger-Division
125ª Divisão de Infantaria
6ª Divisão
9ª Divisão
5 de fevereiro de 1943
97. Jäger-Division
101. Jäger-Division
198ª Divisão de Infantaria
125ª Divisão de Infantaria
8 de março de 1943
97. Jäger-Division
101. Jäger-Division
19ª Divisão
3ª Divisão
9ª Divisão de Infantaria
28 de março de 1943
97. Jäger-Division
101. Jäger-Division
19ª Divisão
9ª Divisão de Infantaria
6 de maio de 1943
97. Jäger-Division
79ª Divisão de Infantaria
101. Jäger-Division
Parte da 3ª Divisão
Maior parte da 10ª Divisão
9ª Divisão de Infantaria
25 de junho de 1943
97. Jäger-Division
79ª Divisão de Infantaria
101. Jäger-Division
Parte da 3ª Divisão
Maior parte da10ª Divisão
7 de julho de 1943
97. Jäger-Division
79ª Divisão de Infantaria
101. Jäger-Division
Parte da 3ª Divisão
Maior parte da 10ª Divisão
98ª Divisão de Infantaria
Maior parte da 125ª Divisão de Infantaria
8 de outubro de 1943
111ª Divisão de Infantaria
15. Luftwaffen-Feld-Division
336ª Divisão de Infantaria
24ª Divisão de Infantaria
4ª Divisão de Montanha
26 de dezembro de 1943
4ª Divisão de Montanha
101. Jäger-Division
73ª Divisão de Infantaria
Parte da 153. Feldausbildungs-Division
15 de maio de 1944
11ª Divisão Panzer
10ª Divisão de Infantaria
282ª Divisão de Infantaria
Korps-Abteilung F